# هنريك زاتربيرغ
هنريك زيتربيرغ (بالسويدية: [Henrik Zetterberg]؛ ولد في 9 أكتوبر 1980) هو لاعب هوكي جليد محترف سويدي سابق. لعب طوال مسيرته في الدوري الوطني للهوكي من عام 2002 إلى 2018 مع فريق ديترويت رد وينجز، حيث كان قائدًا للفريق في آخر ستة مواسم له.

## مسيرته
ظهر زيتربيرغ أول مرة في موسم الدوري الوطني للهوكي في عام 2002-2003 كمبتدئ، وأنهى الموسم في المركز الثاني في التصويت على جائزة كالدير التذكارية لأفضل مبتدئ في الدوري. بالإضافة إلى فوزه بكأس ستانلي في عام 2008، فاز زيتربيرغ بجائزة كون سميث كأفضل لاعب في تصفيات كأس ستانلي لعام 2008. كما فاز بالميداليات الذهبية في بطولة العالم لهوكي الجليد لعام 2006 وأولمبياد الشتاء لعام 2006، كجزء من الفريق الأول الذي فاز بالبطولتين في نفس العام، مما جعله عضوًا في نادي الثلاثية الذهبية.دخول زيتربيرغ إلى قاعة مشاهير الاتحاد الدولي لهوكي الجليد في عام 2023.